# Теклінув (Лодзинське воєводство)
Теклінув (пол. Teklinów) — село в Польщі, у гміні Верушув Верушовського повіту Лодзинського воєводства.
Населення — 686 осіб (2021).
У 1975-1998 роках село належало до Каліського воєводства.

## Демографія
Демографічна структура станом на 2021 рік:
|          | Загалом | Допрацездатний вік | Працездатний вік | Постпрацездатний вік |
| -------- | ------- | ------------------ | ---------------- | -------------------- |
| Чоловіки | 337     | 78                 | 226              | 33                   |
| Жінки    | 349     | 79                 | 196              | 74                   |
| Разом    | 686     | 157                | 422              | 107                  |